# Bandeira de Briansk
A Bandeira de Briansk é um dos símbolos oficiais do Óblast de Briansk, uma subdivisão da Federação Russa. Seu uso foi aprovado pelo parlamento regional em 5 de novembro de 1998 através da "Lei sobre os símbolos do Óblast de Briansk".

## Descrição
Seu desenho consiste em um retângulo vermelho com proporção largura-comprimento de 1:1,5. No centro está o brasão de armas da região. As cores, especialmente o vermelho, e símbolos presentes na bandeira, como a foice e o martelo e os ramos entrelaçados por listéis remetem às bandeiras e outros símbolos da União Soviética e suas subdivisões.
O padrão de desenho da bandeira é semelhante ao usado nas bandeiras de Krasnoiarsk e Oremburgo, o que as tonam bastante parecidas entre si.